# Tuvalu

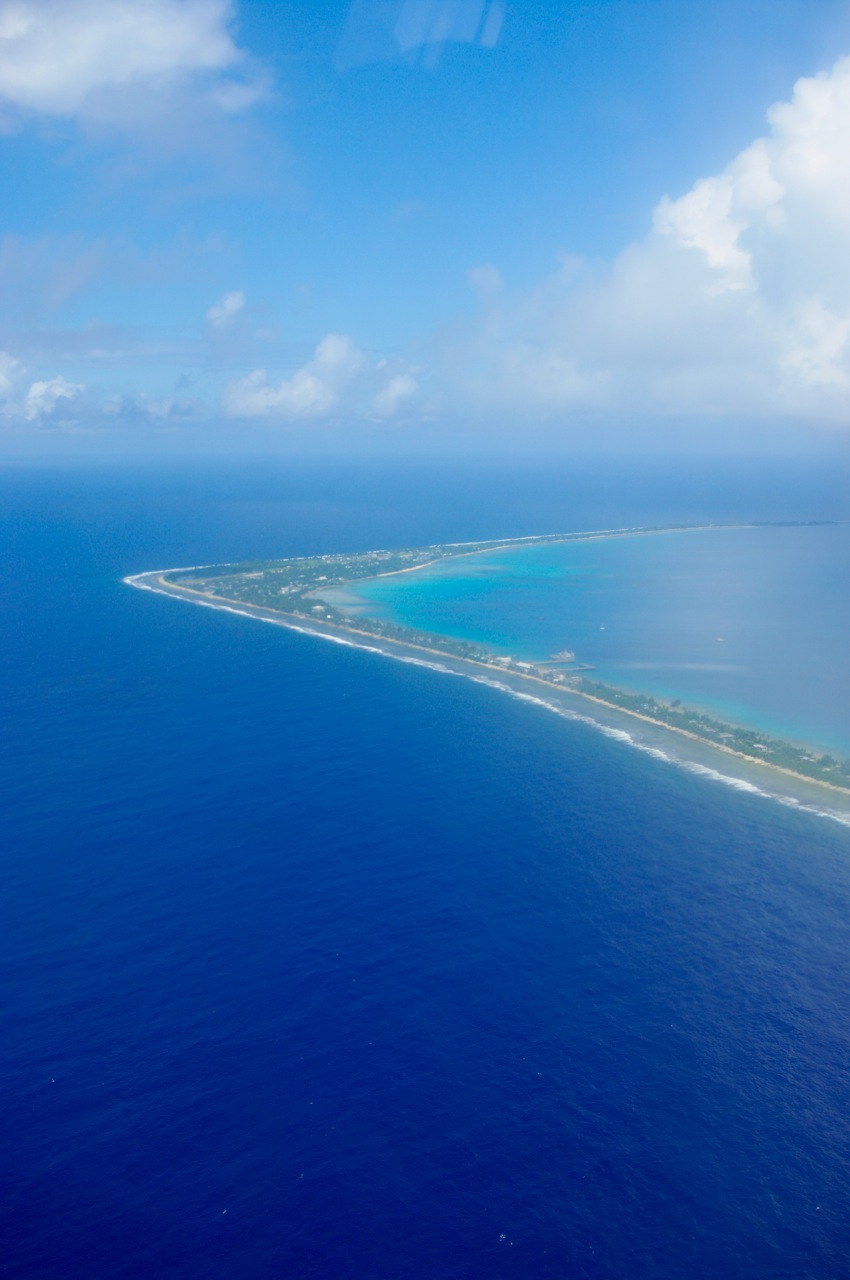
Fongafale (atol Funafuti) vanuit de lucht

Tuvalu (Tuvaluaans: Fakavae Aliki-Malo i Tuvalu, Constitutionele Monarchie Tuvalu), tot 1 oktober 1978 Ellice-eilanden genoemd, is een eilandstaat en Polynesische archipel in de Grote Oceaan ten zuiden van Kiribati, ten noorden van Fiji en Wallis en Futuna en ten oosten van de Salomonseilanden. Het is een van de meest afgelegen landen ter wereld en, na Vaticaanstad en Nauru, het land met het kleinste inwonersaantal. Het staatshoofd is koning Charles III en Tuvalu is lid van het Gemenebest van Naties.
Tuvalu leefde naast de verkoop van postzegels en de verhuur van visgebieden vooral van ontwikkelingshulp. In 2000 besloot Tuvalu haar domeinnamen met het commercieel aantrekkelijke internettopleveldomein .tv te verhuren. Het Amerikaanse bedrijf Verisign betaalde voor het recht om deze domeinnamen 12 jaar te gebruiken 50 miljoen dollar (dit komt overeen met 4000 dollar per inwoner.)

## Geschiedenis
Tuvalu wordt al tweeduizend jaar door Polynesiërs bewoond. In 1568 was de Spanjaard Álvaro de Mendaña de Neira de eerste Europeaan om de eilanden te bezoeken.
Hoewel er geen nederzettingen gesticht werden, werd de eilandengroep regelmatig aangedaan door walvisjagers en slavenhandelaren. In 1892 gingen de eilanden deel uitmaken van het Britse protectoraat van de Gilbert- en Ellice-eilanden waarbij Tuvalu de Ellice-eilanden genoemd werd. Het protectoraat werd een kolonie in 1915.
In 1974 kozen de Polynesische inwoners voor onafhankelijkheid van de Micronesische inwoners van de Gilberteilanden, het latere Kiribati. Het jaar daarop werden de eilanden een zelfstandige Britse kolonie. De onafhankelijkheid werd op 1 oktober 1978 uitgeroepen.

## Geografie
Tuvalu bestaat uit negen atollen, waarvan er drie uit slechts één eiland bestaan, de andere zes bestaan uit meerdere eilanden. Deze atollen fungeren ook als bestuurlijke indeling en kieskringen. In totaal telt Tuvalu minimaal 113 eilanden. Van de negen atollen waren er oorspronkelijk acht bewoond — de naam Tuvalu betekent in het Tuvaluaans 'acht eilanden'.
- Funafuti
- Nanumea
- Nanumanga
- Niutao
- Nui
- Niulakita
- Nukufetau
- Nukulaelae
- Vaitupu

### Klimaat
Vanwege de lage ligging — het land komt nergens meer dan vijf meter boven de zee uit — geldt Tuvalu net als onder meer de Malediven als een van de meest door de klimaatverandering bedreigde landen ter wereld.
In Tuvalu zijn er twee seizoenen te onderscheiden, een nat seizoen van november tot april en een droog seizoen van mei tot oktober. Van november tot april zijn er veel stormen en hevige regenval vanuit het westen, deze periode heet Tua-o-lalo op de eilanden. Van mei tot oktober zijn er droogtes en milde oosterwinden. 
De stijgende zeespiegel en hevige weersomstandigheden zorgen ervoor dat de eilanden van Tuvalu steeds minder goed bewoonbaar worden. Onderzoekers verwachten dat in de komende 50-100 jaar Tuvalu geheel overspoeld wordt. 
Om de eeuwenoude cultuur van Tuvalu te behouden is er een project bezig om Tuvalu als land online te laten voortbestaan, ook als de inwoners naar elders hebben moeten verhuizen. Er wordt naar gestreefd de territoriale wateren met de daarbij behorende rechten te behouden.

## Bestuur
Tuvalu is een constitutionele monarchie binnen het Gemenebest (een Commonwealth realm) met de Britse koning Charles III als staatshoofd. Hij wordt vertegenwoordigd door een gouverneur-generaal, die benoemd wordt door de minister-president. De minister-president, die regeringsleider is, wordt gekozen door het Tuvaluaanse parlement. Het parlement bestaat uit één kamer (de Fale i Fono), waarvan de vijftien leden voor vier jaar worden gekozen. De overige leden van het kabinet worden benoemd door de gouverneur-generaal op advies van de minister-president. Er bestaan in Tuvalu geen politieke partijen.
Sinds 2024 is Feleti Teo minister-president en Tofiga Vaevalu Falani is sinds 2021 de gouverneur-generaal.

## Demografie
Het bevolkingsaantal is sinds 1980 meer dan verdubbeld naar ruim 11.000 inwoners. De bevolking bestaat voor ongeveer 96% uit Polynesiërs en voor 4% uit Micronesiërs, vooral Kiribatische immigranten op het atol Nui.

### Taal
Nagenoeg de hele bevolking spreekt Tuvaluaans. Naast deze taal is ook Engels een officiële taal, maar deze taal wordt in de dagelijkse communicatie niet gebruikt. Een derde taal is het Kiribatisch, dat door de Kiribatische meerderheid op Nui in het plaatselijke dialect wordt gesproken.

### Religie
Ongeveer 97% van de Tuvaluanen is lid van de Kerk van Tuvalu, een protestantse kerk. Andere religies zijn de zevendedagsadventisten en het bahaïsme.
Tuvalu is het enige land in Oceanië dat geen diplomatieke banden onderhoudt met Vaticaanstad.

## Vervoer

### Internationaal
De enige luchthaven van het land, Funafuti International Airport op het hoofdeiland Fongafale in Funafuti, wordt bediend door de Fijische maatschappij Pacific Sun vanuit de Fijische hoofdstad Suva. Deze vluchten zijn de enige vliegverbindingen die Tuvalu met de rest van de wereld heeft.
Suva is op haar beurt door middel van rechtstreekse vluchten internationaal verbonden met Nieuw-Zeeland en Tonga.

### Nationaal
De overige acht atollen in Tuvalu worden om de twee à vier weken aangedaan door een van twee overheidsschepen die de overzeese districten komen bevoorraden vanuit Fongafale. Het schip legt per atol één uur aan. Wie de boot mist, zit dus twee weken tot een maand vast op het betreffende atol.

## Toerisme
Er is op Tuvalu, ondanks het paradijselijke karakter van het land, weinig toerisme, het is zelfs het minst bezochte land op aarde. Dit heeft vooral te maken met de lage ontwikkeling en de moeilijke bereikbaarheid van het land. Op het atol Funafuti zijn een zestal pensions en het enige hotel van het land, het Vaiaku Lagi Hotel, gevestigd. Buiten Funafuti zijn geen commerciële accommodatiegelegenheden.

## Sport

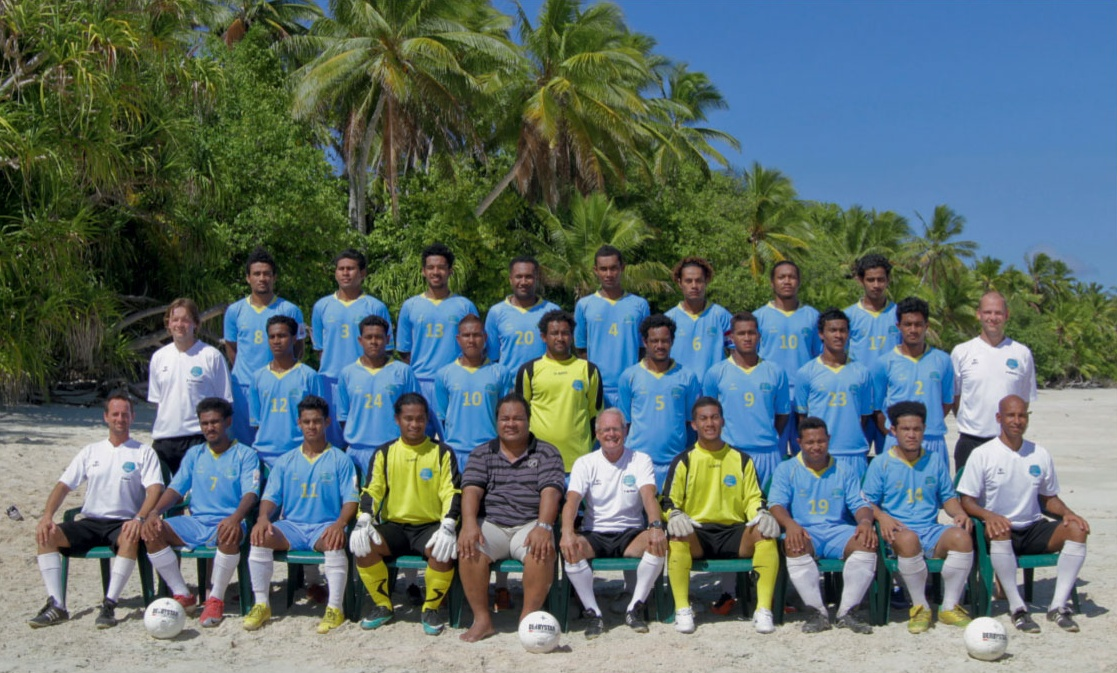
Elftal van Tuvalu

Tuvalu heeft sinds 2007 een Nationaal Olympisch Comité, en heeft sporters afgevaardigd naar de Olympische Zomerspelen van 2008 in Peking. De selectie bestond uit drie atleten.
De Tuvalu National Football Association is geen lid van de FIFA, waardoor het Tuvaluaans voetbalelftal niet kan deelnemen aan het wereldkampioenschap voetbal. In 2011 was de Nederlander Foppe de Haan bondscoach van het nationaal elftal. Onder zijn leiding behaalde Tuvalu tijdens de Pacific Games meer punten dan ooit tijdens een internationaal toernooi.

## Nationaal waterbeleid
De regering is zich er inmiddels van bewust dat het waterpeil zal stijgen, ondanks het feit dat er internationaal inspanningen worden geleverd om de klimaatverandering aan te pakken, weet het land dat er aanpassing nodig is om de klimaatverandering het hoofd te bieden, anders zullen de eilanden verdwijnen. Als erkenning van deze onmiddellijke dreiging heeft de leiding van Tuvalu cruciale partnerschappen gesloten met grote entiteiten zoals het Australische ministerie van Buitenlandse Zaken, het Amerikaanse Agentschap voor Internationale Ontwikkeling en de Europese Unie. Deze samenwerkingen zijn belangrijk bij het opbouwen van een robuust plan om de complexe uitdagingen van de klimaatverandering het hoofd te bieden.
Om het land te beschermen heeft de regering van Tuvalu een nationaal beleid klimaatverandering opgesteld. Het beleid bevat visionaire doelstellingen voor de toekomst en concrete plannen om hun voortbestaan te garanderen. Het Ministerie van Buitenlandse Zaken heeft in 2021 een visie gecreëerd die gerealiseerd moet worden. “Om de identiteit van Tuvalu te beschermen en zijn capaciteit op te bouwen om een veilige, veerkrachtige en welvarende toekomst te garanderen.” Om aan deze visie te behalen heeft Tuvalu drie goals gezet om te halen 
1. Verbeterde toegang tot klimaatfinanciering en strategische partnerschappen
2. Verminderde kwetsbaarheid voor de gevolgen van klimaatverandering door grotere veerkracht
3. Beheerde menselijke mobiliteit en bescherming van de nationale soevereiniteit

Natuurlijke zoetwaterbronnen en -schaarste
Een specifiek klimaatprobleem van Tuvalu is de schaarse zoetwatervoorraad. Kleine eilanden als Tuvalu hebben weinig oppervlak, en dus weinig ruimte voor natuurlijke zoetwateropslag. Voorheen was dit niet zo’n groot probleem, er woonden toen niet zo veel mensen op het eiland. De huidige groeiende schaarste wordt veroorzaakt door klimaatverandering en de toenemende vraag naar schoon water. Dit komt door populatiegroei, industrialisering en toenemend toerisme. 
Regenwater is op Tuvalu, en andere kleine eilanden als Kiribati, de grootste bron van schoon drinkwater, wat nadelig is aangezien regenval sterk varieert. Klimaatverandering heeft deze variatie alleen maar versterkt. Het maakt de weersomstandigheden erger, wat leidt tot extremere situaties. Aan de ene kant veroorzaakt het periodes van heftige regen, aan de andere kant tijden van extreme droogte. In tijden van droogte, zoals in juli 2023, is het regenwater niet genoeg om de dorst van Tuvaluaanse inwoners te lessen Naar verwachting zal 73% van de Pacifische eilandgroepen tegen 2050 te maken krijgen met drogere omstandigheden, en zullen ze sterke verdorring ervaren tegen 2090 .
Daarnaast zijn er andere bronnen; de meest natuurlijk voorkomende bron van zoetwater is grondwater. Dit komt voor in zogenaamde ‘fresh groundwater lenses’: lagen van zoetwater die als het ware boven het zeewater drijven doordat ze een lagere dichtheid hebben. Het probleem van grondwater is dat het gevoelig is voor infiltratie door zoutwater en ziektes die dit zoutwater met zich meebrengt.
Op sommige eilanden, voornamelijk grote en vulkanische eilanden, is oppervlakwater een belangrijke bron. Dit water kan gevonden worden in meren, rivieren, kleinere stroompjes en moerasgebied.  Dit komt echter niet voor op kleine eilanden als Tuvalu en Kiribati . Ook zijn er eilanden die dammen hebben gebouwd om gebieden voor waterberging vrij te leggen.
Een recent geaccepteerd project is ‘Funafati Water Supply and Sanitation Project’. Het project zal leiden tot de installatie van een grote zuiveringsinstallatie van zoutwater en een waterpompstation. Ook worden er twee verhoogde drinkwaterreservoirs, een waterdistributienetwerk van 17 kilometer en minstens 400 extra waterverbindingen tussen huizen aangelegd. Deze waterverbindingen worden uitgestrekt over zeven kleine dorpen. Dit soort concrete oplossingen zijn precies wat Tuvalu nodig heeft .

## Visies op stijgende zeespiegel
Op Tuvalu kijkt de bevolking anders naar de stijgende zeespiegel dan in het westen. Migratie is onderdeel van de identiteit en cultuur (Allgood & McNamara, 2017). De Tuvaluanen en andere ‘Pacific islanders’ zijn van oudsher gewend op kleine eilanden te wonen, dicht bij de oceaan, daar hoort af en toe ook migratie bij. Dit betekent echter niet dat de Tuvaluanen geen waarde hechten aan hun land. Veel Tuvaluanen zijn vooral bang wat migratie doet met hun cultuur en zelfbestuur. 